# Carlos Gregório
Carlos Alberto Mendes Gregório (31 de agosto de 1947, Río de Janeiro, Río de Janeiro), más conocido como Carlos Gregório, es un actor y guionista brasileño.

## Carrera
Ha trabajado como actor en numerosas películas cinematográficas, así como en telefilmes, miniseries y telenovelas. Debutó en el cine con Prata Palomares (1972), de André Faria, y participó de forma recurrente con directores como Joaquim Pedro de Andrade y Sérgio Rezende. 
Como guionista, en 1992 escribió varios episodios de Você Decide y cuatro años después participó en la serie de televisión A Vida Como Ela É.... En 2006 formó parte del equipo de guionistas que escribió la comedia Se Eu Fosse Você, del director Daniel Filho y junto otros escritores como Rene Belmonte, Iafa Britz y Adriana Falcão. Tres años después escribió cinco episodios de la telenovela Tudo Novo de Novo . 

## Filmografía
| - Prata Palomares (1972) - Os Inconfidentes (1972) - Guerra Conjugal (1975) - A Extorsão (1975) - A Volta do Filho Pródigo (1978) - Chuvas de Verão (1978) - Memórias do Medo (1979) - Engraçadinha (1981) - Álbum de Família (1981) - O Homem do Pau-Brasil (1982) - O Sonho Não Acabou (1982) - No Mundo da Lua (1983) - Bar Esperança (1983) - O Rei da Vela (1983) - Para Viver Um Grande Amor (1984) - O Rei do Rio (1985) | - Baixo Gávea (1986) - O Homem da Capa Preta (1986) - Eternamente Pagu (1987) - Por dúvida das vias (1987) - O País dos Tenentes (1987) - O Nariz (1988) - Doida Demais (1989) - A Maldição do Sanpaku (1991) - Policarpo Quaresma, Herói do Brasil (1998) - Mauá - O Imperador e o Rei (1999) - Duas Vezes com Helena (2000) - Mulher por Cima (2000) - Tônica Dominante (2000) - Xuxa e os Duendes (2001) - Ex Inferis (2003) |

## Televisión

### Como actor
| - Saramandaia (1 episodio, 1976) - Nina (1 episodio, 1977) - Pecado Rasgado (1 episodio, 1978) - Os Gigantes (1979) - Baila Comigo (1981) - Elas por Elas (número de episodios desconocido, 1982) - Alice & Alice (1983) - Marquesa de Santos (1984) - Rabo-de-Saia (1984) - Grande Sertão: Veredas (1985) - Tudo ou Nada (1986) - Direito de Amar (1987) - Vale Tudo (1988) - Desejo (1990) - A História de Ana Raio E Zé Trovão (1990) - Família Brasil (1993) - Agosto (1993) | - Quatro por Quatro (número de episodios desconocido, 1994) - Memorial de Maria Moura (1994) - O Fim do Mundo (1996) - Anjo de Mim (1996) - Hilda Furacão (1998) - Torre de Babel (número de episodios desconocido, 1998) - Força de Um Desejo (1999) - Você Decide (5 episodios, 1995 - 2000) - Aquarela do Brasil (2000) - A Padroeira (2001) - O Quinto dos Infernos (2002) - Kubanacan Morales (1 episodio, 2003) - Carga Pesada Jaime (1 episodio, 2003) - A Diarista Fábio (1 episodio, 2004) - Alma Gêmea (1 episodio, 2005) - Ciranda de Pedra (4 episodios, 2008) - A Vida Alheia (9 episodios, 2010) |

### Como guionista
- Você Decide (número de episodios desconocido, 1992)
- A Vida Como Ela É... (número de episodios desconocido, 1996)
- Tudo Novo de Novo (5 episodios, 2009)